# Indice de Lerner
L’indice de Lerner est une mesure du degré de monopole d’une entreprise ou d’une branche économique. En concurrence parfaite le prix ({\displaystyle p}) est égal au coût marginal ({\displaystyle Cm}) tandis qu’un monopoleur égalise la recette marginale ({\displaystyle Rm}) au coût marginal. Ces différences peuvent être utilisées pour mesurer le pouvoir de fixer les prix et le profit. Autrement dit, l'indice (appelé aussi le critère) de Lerner permet de déterminer le pouvoir de marché de l'entreprise.
Son auteur est l'économiste américain Abba Lerner (1903-1982).

## Formule
Abba Lerner propose de prendre la différence entre le prix (fixé par l'entreprise dans le marché) et le coût marginal (le prix fixé par le marché aux entreprises) comme mesure du degré de monopole (ou de pouvoir de marché) :
{\displaystyle I_{L}={\frac {p-Cm}{p}}}
En concurrence pure et parfaite (CPP) l’indice est égal à 0. Ici l'entreprise n'a aucun pouvoir de marché, elle est preneuse de prix (price taker). Pour un monopoleur l’indice est égal à l’inverse de l’élasticité de la demande ({\displaystyle \eta }) car la recette marginale est égale au coût marginal et, d'après la relation d'Amoroso-Robinson,
{\displaystyle Rm={\frac {\mathrm {d} (pq)}{\mathrm {d} q}}=p\left[1-{\frac {1}{\vert \eta \vert }}\right],}
où {\displaystyle q} est la quantité.

## Critiques
Cet indice est difficile à calculer car il exige de connaître le coût marginal. D’autre part, une différence entre le prix  et le coût marginal peut être due tout simplement à la nécessité de couvrir les coûts comme dans le cas de rendements d'échelle croissants. Par ailleurs, le pouvoir de monopole (ou de marché) dépend d’autres facteurs comme la difficulté ou l’impossibilité d’entrée (barrière à l'entrée). Enfin, en cas de discrimination par les prix l’indice n’est plus valable. La discrimination parfaite donnerait un indice de 0.
L'indice de Herfindahl est souvent préféré à l'indice de Lerner car plus simple à calculer.